# Большевик (Тихорецкий район)
Большевик — хутор в Тихорецком районе Краснодарского края России. Входит в состав Алексеевского сельского поселения.

## Население
| 2002 | 2010 |
| ---- | ---- |
| 404  | ↘362 |

## Улицы
- ул. Железнодорожная,
- ул. Коммунаров,
- ул. Кооперативная,
- ул. Короткая,
- ул. Набережная[4].